# 尼克尼希
尼克尼希是德国莱茵兰-普法尔茨州的一个市镇。总面积16.56平方公里，总人口3642人，其中男性1818人，女性1824人（2011年12月31日），人口密度220人/平方公里。
尼克尼希紧邻火山湖拉赫湖，距离安德纳赫7公里。